# Jerko Čulić
Jerko Čulić (Split, 30. rujna 1889. – Herceg Novi, 11. lipnja 1953.) bio je hrvatski pravnik, turistički stručnjak i publicist.

## Životopis
U Splitu je 1907. godine završio klasičnu gimnaziju te studij prava 1913. u Zagrebu. Još od studentskih dana pridružio se jugoslavenski orijentiranoj revolucionarnoj omladini u Dalmaciji. Zbog pisanja u listu Ujedinjenje bio je osuđen na 4 mjeseca zatvora u Šibeniku.
Zbog protuaustrougarskog djelovanja 1914. godine je bio uhićen te zatvoren u Mariboru i Grazu. Od 1917. do 1918. bio je tajnik Središnjeg ureda za zaštitu obitelji i ratne siročadi te na kraju rata povjerenik za socijalnu skrb pri Pokrajinskoj vladi Dalmacije u Splitu.
Od 1922. godine radio je među prvima na razvitku turizma u Dalmaciji. Te je godine u Splitu osnovao Društvo za saobraćaj putnika, a naredne godine Poduzeće za saobraćaj putnika i turista »Putnik«. Godine 1925. osnovao je Središnji ured za propagandu jugoslavenskog Jadrana u Splitu.
Bio je član masonske Lože "Pravda" u Splitu.

## Djela
- Illustrierter Wegweiser durch Dalmatien (Split, 1928.)
- Pregled turističkih i kupališnih mjesta u Dalmaciji (Split, 1949.)
- Dalmacija (Split, 1950.)
- Primorje Jugoslavije (Zagreb, 1952.)
- Dubrovnik (Zagreb, 1952, 1953³.)
- Trogir (Zagreb, 1952.)[1]

### Članci
- Milovančev, Nikola. 2022. Dalmatinski jugomonarhisti u dokumentima OZNE-e i UDBE-e. Dr. Čedomilj Medini, dr. Vlade Matošić, Slavko Arneri, Vojin Arambašin. Zbornik Janković. Ogranak Matice hrvatske u Daruvaru. Daruvar. 6 (7): 282–327
- Šenoa, Zdenko. 1993. Čulić, Jerko. Hrvatski biografski leksikon. Zagreb.  journal zahtijeva |journal= (pomoć)